# Rhectocraspeda periusalis
Rhectocraspeda periusalis is een vlinder uit de familie van de grasmotten (Crambidae). De wetenschappelijke naam van de soort is voor het eerst gepubliceerd in 1859 door Francis Walker.
De soort komt voor in de oostelijke helft van de Verenigde Staten, Cuba, Jamaica, de Dominicaanse Republiek, Puerto Rico, Mexico, Costa Rica, Panama, Suriname, Ecuador en op Saint Thomas.